# Claude Petitet
Claude Julien Marie Petitet né le 11 juin 1922 à Paris et mort le 12 novembre 1996 à Nogent-sur-Marne est un peintre français.

## Biographie
Claude Petitet entre à l'École des beaux-arts de Paris dans l'atelier de Nicolas Untersteller (1900-1967). Il concourt au prix de Rome en 1948 et obtient le premier second grand prix avec : Trois femmes à la fontaine.
En 1950, il monte à nouveau en loge sans succès avec pour sujet : Dans la nature des jeunes filles expriment le retour du Printemps. Il se lie d'amitié avec quelques concurrents des ateliers voisins. Il est lauréat de la 21e promotion (1950 - 1951) de la Casa de Velázquez à Madrid,. Il y a peint des portraits de femmes espagnoles.
Claude Petitet est cité dans l'ouvrage "Études Normandes, la Normandie intellectuelle" (Pierre Sement, 1955) comme un "jeune qui promet, prix de Rome de peinture, installé depuis deux ans à Caen".
Il expose régulièrement dans les Salons parisiens. Il reçoit et exécute des commandes privées, comme celles de la famille Boisgibault et ses œuvres font l'objet d'enchères dans les ventes publiques.

## Œuvres dans les collections publiques et privées
Espagne
- Madrid, Casa de Velázquez.

France
- Paris, École nationale supérieure des beaux-arts :
  - Les Hespérides, 1945, huile sur toile ;
  - Figure peinte, 1945 ;
  - Étude de portrait, 1946.
- Collection privée : portraits de Louis Boisgibault, gouache signée réalisée au domicile de l'enfant, dans le 17ème arrondissement de Paris, en 1969, puis de sa sœur et de son frère ultérieurement, dans un format plus petit.Painting by Claude Petitet

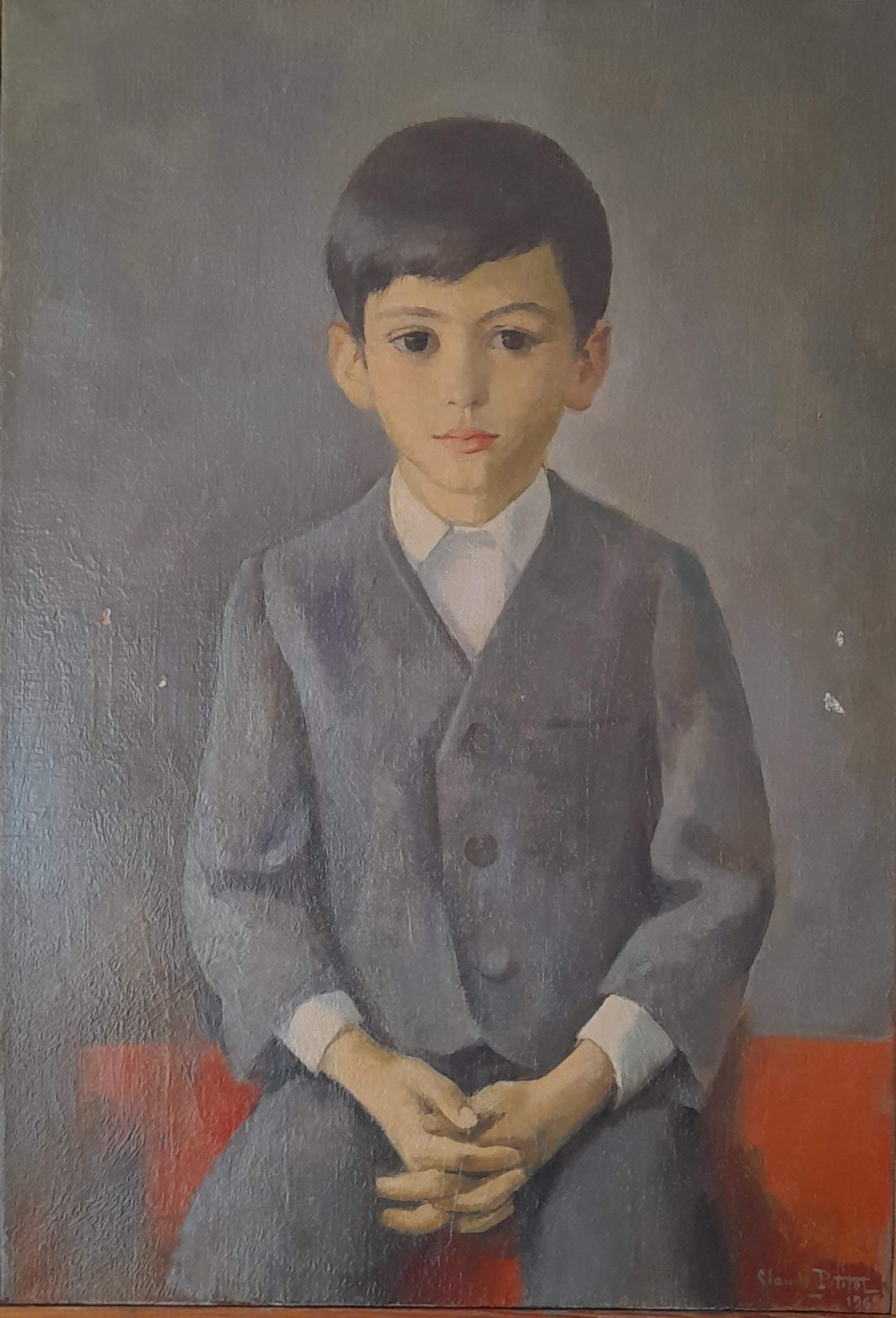
Painting by Claude Petitet

- Ventes aux enchères à Drouot : Kerbourg et autres aquarelles et gouaches signées[7].